# Annales Polonici Mathematici
Annales Polonici Mathematici – czasopismo matematyczne  wydawane przez Instytut Matematyczny PAN, ISSN: 0066-2216(p) 1730-6272(e). Zazwyczaj ukazują się 2 tomy po 3 numery.  Wszystkie artykuły publikowane przez to czasopismo są indeksowane i opisywane w Mathematical Reviews i zbMATH Open.

## Tematyka i komitet redakcyjny
W czasopiśmie publikowane są oryginalne prace badawcze w zakresie analizy matematycznej i geometrii. 
Redaktorem naczelnym czasopisma jest Sławomir Kołodziej. W skład Komitetu Redakcyjnego wchodzą ponadto: Eric Bedford, Zbigniew Błocki, Sławomir Dinew, Tien-Cuong Dinh, Piotr Kalita, Łukasz Kosiński, Konstantin Mischaikow, Wiesław Pawłucki, Peter Pflug, Wiesław Pleśniak, Roman Srzednicki, Hans-Otto Walther, Xu-Jia Wang i Wojciech M. Zajączkowski. Sekretarzem redakcji jest Marta Kosek.
Adres redakcji: Annales Polonici Mathematici, Instytut Matematyki, Uniwersytet Jagielloński, ul. Łojasiewicza 6, 30-348 Kraków

## Historia
Realizując swe cele statutowe Polskie Towarzystwo Matematyczne zaczęło wydawać w 1921 własne czasopismo, które począwszy od tomu drugiego nazywało się „Annales de la Société Polonaise de Mathématique”, a którego redaktorem był Stanisław Zaremba. Do wybuchu II wojny światowej wydano 17 tomów tego czasopisma.  Wychodziło ono w językach kongresowych, ale „Dodatki” drukowane do niektórych tomów były w języku polskim. Zawierały one m.in. dokumenty z życia Towarzystwa takie jak statut, sprawozdania, protokoły.
Czasopismo zostało wznowione po wojnie i do 1952 PTM wydało kolejne 8 tomów. W 1953 wszystkie wydawnictwa matematyczne PTM, włączając w to „Annales”, zostały przejęte przez Instytut Matematyczny PAN. Na bazie „Annales” utworzono nowe czasopismo, Annales Polonici Mathematici, którego pierwszy numer ukazał się w 1954.